# العلاقات البلجيكية الفلسطينية
العلاقات البلجيكية الفلسطينية هي العلاقات الثنائيّة بين دولة فلسطين ومملكة بلجيكا.

## لمحة تاريخية
كانت لدى مملكة بلجيكا عدة قنصليات في فلسطين وصل عددها في عام 1908 إلى ثلاث قنصليات فخرية في ثلاث مدن فلسطينية مختلفة، وهي حيفا ويافا والقدس، وخلال سنوات الحرب العالمية الثانية افتتحت القنصلية البلجيكية العامة في مدينة القدس في الأول من مارس/أذار 1941، م الصادر عن الجمعية العامة للأمم المتحدة في عام 1947 برقم 181 أصبح نطاق عمل القنصلية البلجيكية في القدس يقتصر فقط على منطقة الضفة الغربية، بينما تُكلف إلى القنصلية البلجيكية العامة في تل أبيب بإدارة مهام العلاقات الدبلوماسية مع دولة إسرائيل. فيما بعد اتّسع نطاق عمل القنصلية العامة البلجيكية في فلسطين ليشمل قطاع غزة إلى جانب الضفة الغربية بعد حرب عام 1967.

## التمثيل الدبلوماسي
كان لدى بلجيكا أربع قنصليّات فخرية في فلسطين عندما كانت خاضعة للحكم العثماني في مُدن عكا، وحيفا ويافا والقدس. تأسست القنصلية البلجيكية في فلسطين لأول مرة في عام 1851 إبان الحكم العثماني لها إعادة بناء نصب تذكاري في كنيسة القيامة، واختارت مفوضية القسطنطينية آنذاك ألكونت بيتزامانو ليُعين كأول قنصل فخري بلجيكي في القدس حتى عام وفاته في عام 1860، ولم تعين الحكومة البلجيكية قنصلًا جديدًا في فلسطين حتى عام 1908، وفي 1 مارس/أذار عام 1941 وخلال الحرب العالمية الثانية أعيد افتتاح القنصلية البلجيكية العامة في فلسطين، والتي يقع مقرها في مدينة القدس.
يوجد مقر الممثلية الفلسطينية في بلجيكا في العاصمة البلجيكية بروكسل، ويُعتبر بمثابة مقرّ للبعثة الدبلوماسية الفلسطينية لدى الاتحاد الأوروبي ولوكسمبورغ أيضًا.

## الفلسطينيون في بلجيكا
هاجرت أعداد من الفلسطينيين إلى بلجيكا خلال حقبة ستينيات القرن العشرين إما بهدف الدراسة في الجامعات البلجيكية، وخاصة الناطقة باللغة الفرنسية منها، أو العمل في المصانع البلجيكية المقامة في مقاطعة لوكسمبورغ البلجيكية. ازداد توافد الطلاب الفلسطينيون على بلجيكا بدءًا من سبعينيات القرن العشرين وحتى ثمانينيات القرن العشرين، وفي أعقاب خروج منظمة التحرير الفلسطينية من لبنان عام 1982 أتجه إلى بلجيكا لطلب اللجوء السياسي هناك. يصل عدد العائلات الفلسطينية المقيمة في الأراضي البلجيكية الآن إلى ما يزيد عن 150 عائلة، بينما وصل تعداد الفلسطينيين المقيمين في بلجيكا في عام 2022 إلى نحو 25.000 شخص وفقًا لإحصائيات دائرة شؤون المغتربين التابعة لمنظمة التحرير الفلسطينية، وهم موزعين على الأقاليم الثلاثة الرئيسية في بلجيكا، وهي إقليم بروكسل، وإقليم فلاندر الفلمنكي، والإقليم الفرانكفوني الناطق باللغة الفرنسية.

## الموقف البلجيكي من القضية الفلسطينية
تُساند بعض المنظمات والمؤسسات البلجيكية غير الحكومية القضية الفلسطينية والقضايا العربية بعامة، ومن أهم هذه المؤسسات لجنة التنسيق الأوروبية للمنظمات غير الحكومية في القضية الفلسطينية، والتي يرأسها عضو مجلس الشيوخ البلجيكي بير غالاند، ومنبر العمل الفلسطيني، واتحاد اليهود التقدميين في بلجيكا، وهي منظمة معارضة للصهيونية ترفض بكش معلن الممارسات والسياسات الإسرائيلية. قررت بلدية مدينة لياج البلجيكية في عام 2023 تجميد علاقاتها مع إسرائيل تضامنًا مع حقوق الفلسطينيين ورفضًا للانتهاكات التي تمارسها ضدهم حكومة الاحتلال الإسرائيلي، وكانت المدينة الأوروبية التي تجمد علاقاتها مع حكومة الكيان الصهيوني بعدما جمدت كل من العاصمة النرويجية أوسلو ومدينة برشلونة الإسبانية علاقاتهما.